# Charles C. Campbell

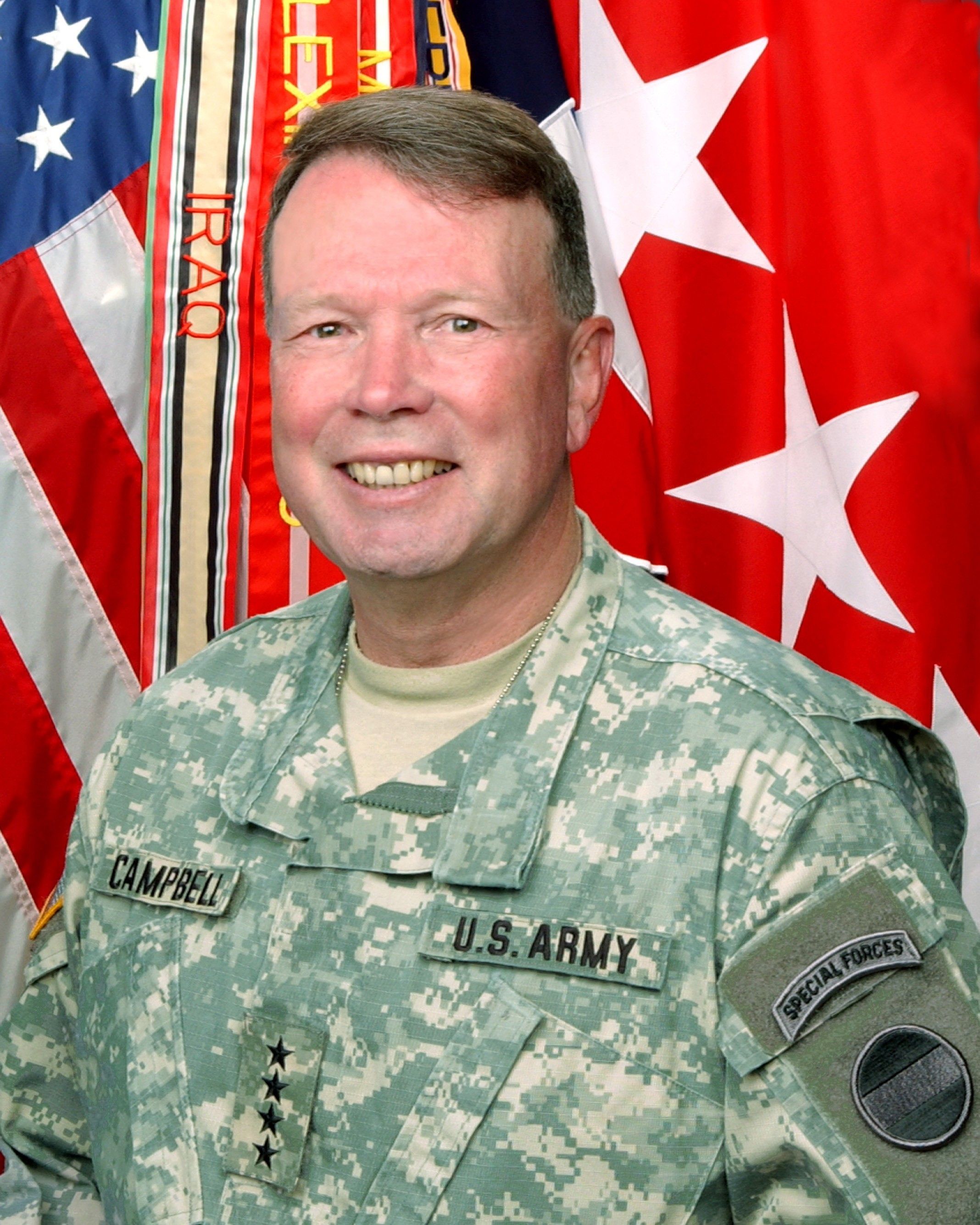
Charles C. Campbell (2007)

Charles Christopher Campbell (* 24. August 1948 in Shreveport, Caddo Parish, Louisiana; † 8. Februar 2016 ebenda) war ein General der United States Army. Er war unter anderem Kommandeur des United States Army Forces Command (FORSCOM).
Über den Geburtsort von Charles Campbell sind sich die Quellen nicht einig, die meisten nennen Shreveport in Louisiana als Geburtsort. Eine Quelle geht von Santa Barbara als Geburtsort aus. Unstrittig ist, dass er in Shreveport aufwuchs und dort die öffentlichen Schulen besuchte.
Über das ROTC-Programm der Louisiana State University gelangte er im Jahr 1970 in das Offizierskorps des US-Heeres. In der Armee durchlief er anschließend alle Offiziersränge vom Leutnant bis zum Vier-Sterne-General. Im Lauf seiner militärischen Karriere absolvierte Campbell verschiedene Kurse und Schulungen die zum Erreichen der Generalsränge notwendig waren. Dazu gehörten unter anderem das Command and General Staff College und das United States Army War College.
In seinen jüngeren Jahren absolvierte er den für Offiziere in den niederen Rangstufen üblichen Dienst in unterschiedlichen Einheiten und Standorten. Dazu gehörten auch Aufgaben als Stabsoffizier in verschiedenen Hauptquartieren. Im Verlauf seiner Militärzeit kommandierte er Einheiten auf fast allen militärischen Ebenen. Gleich zu Beginn seiner Laufbahn wurde er im Vietnamkrieg eingesetzt. Dort war er zunächst Lehrer für Taktik für südvietnamesische Soldaten und dann Stabsoffizier bei der Sondereinheit Special Forces A-Detachment.
Nach seiner Rückkehr in die Vereinigten Staaten setzte er seine Offizierslaufbahn fort. Außer an vielen Militärstandorten in den USA war er unter anderem in Südkorea und Deutschland stationiert. Neben einigen Aufgaben bei verschiedenen dort stationierten Divisionen war er später auch Stabschef von USAREUR in Heidelberg. Die gleiche Funktion übte er beim United States Central Command aus.
Zwischen Oktober 2001 und Oktober 2002 kommandierte Charles Campbell die 7. Infanteriedivision in Fort Carson in Colorado. Daran schloss sich eine weitere Versetzung nach Südkorea an, wo er das Kommando über die 8. Armee übernahm, das er zwischen dem 6. Dezember 2002 und dem 10. April 2006 innehatte. Nach einer zwischenzeitlichen kurzfristigen anderen Verwendung erhielt Campbell am 9. Januar 2007 das Kommando über das United States Army Forces Command in Fort McPherson in Georgia. Diesen Posten bekleidete er bis zum 2. Juni 2010. Anschließend ging er in den Ruhestand. Zu diesem Zeitpunkt war er der letzte aktive Offizier des US-Heeres im Generalsrang der in seinen Anfängen noch am Vietnamkrieg teilgenommen hatte.
Charles Campbell verbrachte seinen Lebensabend zusammen mit seiner Frau Betty Diane in seiner Heimatstadt Shreveport in Louisiana. Er blieb weiterhin dem Militär verbunden und hielt Kontakt zu führenden Offizieren die in Südkorea oder Afghanistan stationiert waren. Dabei unternahm er einige Reisen nach Südkorea, wobei er immer wieder die amerikanisch-südkoreanische Freundschaft betonte. Er starb am 8. Februar 2016 nach längerer Krankheit.

## Orden und Auszeichnungen
Charles Campbell erhielt im Lauf seiner militärischen Laufbahn unter anderem folgende Auszeichnungen:
- Army Distinguished Service Medal
- Defense Superior Service Medal
- Legion of Merit
- Bronze Star Medal
- Meritorious Service Medal
- Army Commendation Medal
- Army Achievement Medal
- Presidential Unit Citation
- Joint Meritorious Unit Award
- National Defense Service Medal
- Armed Forces Expeditionary Medal
- Global War on Terrorism Service Medal

Hinzu kamen unter anderem noch Orden aus den Philippinen, Südkorea und dem damaligen Südvietnam.